# Károlyi Béla (színművész)
Károlyi Béla, született Schäffer Béla Miklós (Ercsi, 1921. december 6. – Budapest, 1960. március 8.) nívódíjas magyar színművész.

## Életútja és színészi pályája
Miután szüleit korán elvesztette (édesanyját, Károly Herminát alig több mint 6 és fél éves korában, édesapját, Schäffer Mátyást pedig néhány évre rá), szegény sorban nevelkedett. Ezen évei alatt tanulta ki a villanyszerelő szakmát és emellett már 1936-től mint üzemi színjátszó tevékenykedett. Feleségével, Bartos Annával 1944-ben kötöttek házasságot. 
1945 után a Széchenyi gyógyfürdőben kapott állandó munkát, majd a Vízműveknél mint villanyszerelő dolgozott. Az 1947-ben megrendezett országos kultúrversenyen figyelt fel rá Szendrő Ferenc. Szendrő a munkásszínpadokon is állandó figyelemmel kísérte munkáját és tanította, majd 1950-ben leszerződtette a Belvárosi Színházhoz. Egy 1951-ben megjelent Magyar Nemzet cikkben a következőképpen fogalmazott korai éveiről és munkásszínjátszói múltjáról:
„Nehéz utam volt, amíg idáig érkeztem. Szüleimet korán elvesztettem. Ugyanúgy nyomorogtam, mint a többi, hozzám hasonló sorsú szegény gyerek. Nagyokat koplalva, igazi otthon nélkül tanultam ki a villanyszerelő szakmát. Fiatal életemnek ebben a borús korszakában egyetlen vidám folt akadt: azok a percek, amelyeket munkástársaimmal együtt kultúrcsoportunkban töltöttünk. Mindig forrón szerettem a színházat, akkor persze a komoly színpadot nem tudtuk elérni, igyekeztünk hát magunk csinálni. Nem is szakadtam el a kultúrmunkától soha. A felszabadulástól kezdődőleg megváltozott az én életem folyása is. Állandó munkát kaptam, a Széchenyi-gyógyfürdőben és újra nekifeküdtem a kultúrmunkának. Mindig szeretettel gondolok vissza akkori kultúrvezetőmre, Farkas Gyulára, akitől sokat tanultam.”
1954-ben, akkor már az Ifjúsági Színházban a Kérők című darabban stúdióvizsgát tett. 1950-1951 között volt a Belvárosi Színház tagja. 1951-1954 között az Ifjúsági Színház valamint a hozzátartozó Ifjúsági Kamaraszínház tagja, 1954-1957 között a Petőfi Színházban (volt Ifjúsági Színház) és a Jókai Színházban játszott (volt Ifjúsági Kamaraszínház). 1957-1960 között pedig az Állami Déryné Színház (korábbi nevén Állami Faluszínház) társulatának tagja volt. A Szigligeti ribillió című zenés vígjátékban a főszerep megformálásáért nívódíjat kapott. 
Leginkább színpadi színész volt, de számos rádióműsorban és több filmben is találkozhatott vele a nagyérdemű. Nem sokkal halála előtt, február 26-án még részt vett a Viharos alkonyat főpróbáján, illetve két nappal később február 28-án a darab premierjén, de az ezt követő vidéki turnén betegsége miatt, már nem vehetett részt. Csupán 38 éves korában, 1960. március 8-án hunyt el. Temetése egy pénteki napon, 1960. március 11-én, 11:30-kor volt az Új Köztemetőben. Sírja a 71-es parcellában található.
Halálának okáról hasonlóan, de némiképp mégis eltérően fogalmaztak a korabeli híradások. Ezek szerint: "gyógyíthatatlan betegség következtében hirtelen elhunyt", "hirtelen elhunyt", "súlyos betegsége után meghalt". Halotti anyakönyvi kivonatán "mirigydaganat, hashártyagyulladás" van feltüntetve mint az elhalálozás oka.

## Színházi szerepei

### Belvárosi Színház
- Anatolij Vlagyimirovics Szofronov: Moszkvai jellem – Druzsinyin
- Mágori Erzsébet: Diplomaták – Vieri Ferraris (epizódszereplő)
- Jurij Burjakovszkij: Üzenet az élőknek – Kolinszky, máshol Kolinsky (egyik börtönőr)
- Hunyady József: Bányászbecsület – Szakács a párttitkár
- Csiky Gergely: Kaviár – Péter matróz

### Ifjúsági Színház/Ifjúsági Kamaraszínház
- Miroslav Stehlík: Az új ember kovácsa – Halabuda párttitkár
- Alekszandr Nyikolajevics Osztrovszkij: Az acélt megedzik – Pankrátov (komszomolista)
- Szinetár György: Egri csillagok – Balassa Zsigmond
- Szász Péter: Két találkozás – Mac Call őrmester (egy becsületes amerikai őrmester)
- Margarita Aliger: Zója – Krasznov (partizán)
- Jaroslav Klíma: A szerencse nem pottyan az égből – Konecsny szervezőtitkár
- Valentina Alekszandrovna Ljubimova: Hólabda – Rendőrtiszt
- Török Tamás: Az eltüsszentett birodalom – Hadvezér
- Vszevolod Ivanov: Páncélvonat – Znobov (partizán)
- Földes Mihály: A kőszívű ember fiai – Tormándy
- William Shakespeare: Vízkereszt vagy amit akartok – Tengerészkapitány
- Kisfaludy Károly: Kérők – Perföldy Tóbiás Jakab (ügyész)

### Petőfi Színház/Jókai Színház
- Hegedüs Géza: Mátyás király Debrecenben – Ragya
- Heltai Jenő: Szépek szépe – Fővadászmester
- Konsztantyin Andrejevics Trenyov: Gimnazisták – Artyuhov (a munkás)
- Tóth Eszter, Török Sándor, Vincze Ottó: Csilicsala csodái – Burgum
- Babay József: Három szegény szabólegény – Főbíró
- Edmond Rostand: Sasfiók – Őrmester
- Hubay Miklós: Egyik Európa – Svinemünde-Brindisi
- Vészi Endre: Fekete bárány – Habán

### Állami Déryné Színház
- Raymundo Magellhaes: Párizsi cukrászda – Jacquot Florentin a pék-cukrász
- Kacsóh Pongrác: János vitéz – Bagó
- Nadányi Zoltán: Szigligeti ribillió – Pozsár Mihály (hét falu kovácsa)
- Bozó László: A lőcsei fehér asszony – báró Andrássy István
- Leonyid Rahmanov: Viharos alkonyat – Bacsarov, néhol Bacsárov (Misha Bocharov / Mihail Makarovics Bocsarov)

## Filmszerepei
- Becsület és dicsőség (1951) – Pavel Bikov tolmácsa – r. Gertler Viktor
- Teljes gőzzel (1951) – Balassa a Vasút Politikai Osztály vezetője – r. Máriássy Félix
- Civil a pályán (1951) – a motoros rendőr, akinek a motorkerékpárjáról a nyereg az országúton hagyott Karikás kezében marad, illetve az a rendőr, aki a film végén feltartóztatja a menekülő Bogdánt – r. Keleti Márton
- Vihar (1952) – az egyik arató – r. Fábri Zoltán
- Állami áruház (1952) – egyenruhás vásárló a háttérben, abban a jelenetben, mikor Boriska  kiszolgálja a „kedves bácsit” azaz Rózsahegyi Kálmánt és amely jelenetben a következő párbeszéd hallható: – Mást nem tetszik? – De! Tetszenék nékem, hogyha vagy húsz esztendővel fiatalabb lennék – r. Gertler Viktor
- A harag napja (1953) – vöröskatona – r. Várkonyi Zoltán
- Csapj az asztalra! (1953) – Szacsvai – r. Szemes Mihály
- A biztonságos közlekedésért (1953) – a rendőroktató – r. Zákonyi Sándor
- Rákóczi hadnagya (1953) – gróf Bercsényi Miklós – r. Bán Frigyes
- Életjel (1954) – a mentőegység tagja – r. Fábri Zoltán
- 2×2 néha 5 (1954) – Józef Potocki a lengyel pilóta, aki a Sárgarigó felkutatására indul a Magas-Tátrába – r. Révész György
- Budapesti tavasz (1955) – az egyik szovjet katona – r. Máriássy Félix
- Egy pikoló világos (1955) – a Római-parton az egyik fürdőző, egy másik jelenetben pedig a strandról hazafelé induló kockás inges férfi az oldalkocsis motorral, az oldalkocsiban egy hölggyel és egy kisgyerekkel – r. Máriássy Félix
- Az élet hídja (1955) – az egyik hídépítő munkás, többek között ő találja meg Jani sapkáját a Dunában – r. Keleti Márton
- Mindenki iskolája (1955) – Bálint Antal brigádvezető – r. Lakatos Vince
- Tűz a határban (1955) – Pista bácsi – r. Rodriguez Endre
- Tanosztály (1956) – rendőr főhadnagy – r. Zákonyi Sándor
- Keserű igazság (1956) – teherautó sofőr – r. Várkonyi Zoltán
- A legokosabb ember (1956) – Túri elvtárs – r. Révész György
- Csigalépcső (1957) – hangversenyen a közönség tagja – r. Bán Frigyes
- Játék a szerelemmel (1957) – a rendőr, aki az idézést viszi Korom Bertalannak – r. Apáthi Imre
- Csempészek (1958) – a gazdag utazó sofőrje  – r. Máriássy Félix
- Barátságos idegen (1959) – Angyal őrmester – r. Rényi Tamás

## Rádiós szereplései
- Vazjevolod Ivanov - 14-69-es páncélvonat rádióváltozat
- Albert Maltz - Egy ember az országúton
- Dimitriu - Farkasvadászat
- Mándi Éva - Hétköznapok hősei
- Fiatal német írók munkaközössége - Ohió gőzös útja
- Móricz Zsigmond - Szegény emberek
- Nyikolaj Pagogyin - A Kreml toronyórája
- Halász Péter - A város alatt
- Koncz Károly - Háromszor cirpel a tücsök
- Mi, első Wall Street... (Az "új" világ igazi arca)
- Szívek keresik egymást
- Vasárnap kirándulunk
- Hajdu Zoltán és Sütő András - Mezítlábas menyasszony
- Lelkes Péter - EZ AMERIKA! Frank Smith és Frank Smith
- Vajda István - AZ ARGENTIN ÜGY
- TARKA-BARKA
- Kemény György - Jónásból fúros lesz
- Tajgai Fedor
- Újítsunk, szakikám!
- Bán Pál és Kállai István - Selyemsál
- Kalma - Robinsonék igazsága
- Tardos Tibor és Vajda István - Tizenhét életért (Szuhakálló)
- Jaroszlav Klima - A szerencse nem pottyan az égből rádióváltozat
- Borisz Polevoj - Az arany
- Pápuák világában
- Addig jár a korsó a kútra
- Madách Imre - Az ember tragédiája
- Osztrovszkij - Az acélt megedzik rádiójáték
- Miloslav Stehlik - Osztrava büszkesége
- Mesél a nagy folyó: A Volga
- Aleksej Silyč Novikov-Priboj - Énekesek
- Tamási Áron - Barátom a Medve
- Egon Erwin Kisch - A gyilkos anyja
- Déri Tibor szerzői estje
- Alfredo Varela - A sötét folyó
- Krónika
- Jaroszlav Hasek - Svejk, a szimuláns
- Jules Verne - A tizenöt éves kapitány I.rész
- Jules Verne - A tizenöt éves kapitány II.rész
- Alexandru Sahia - Apám hazajön a háborúból
- A pincekulcsocska
- Makszim Gorkij - A mester
- Osváth Zsuzsa - Észak tavasza
- Szívünk a jövőt dalolva várja...
- Obernyik Károly - Magyar kivándorlott a bécsi forradalomban
- Vaszilij Jan - Tatárjárás
- Rideg Sándor - A tükrösszívű huszár
- Jerome K. Jerome - Három ember kerékpáron
- Az Ezeregyéjszaka meséi II.
- "A győzelem napjai jönnek."
- Wilhelm Hauff - Az álherceg története
- Beszélgetés a népzenéről

## Sírja és az Állami Déryné Színház általi gyászjelentése
Sírjának pontos helye a budapesti Új Köztemetőben: 71-es parcella, 0. szakasz, 1. sor, 123-as sírhelye.

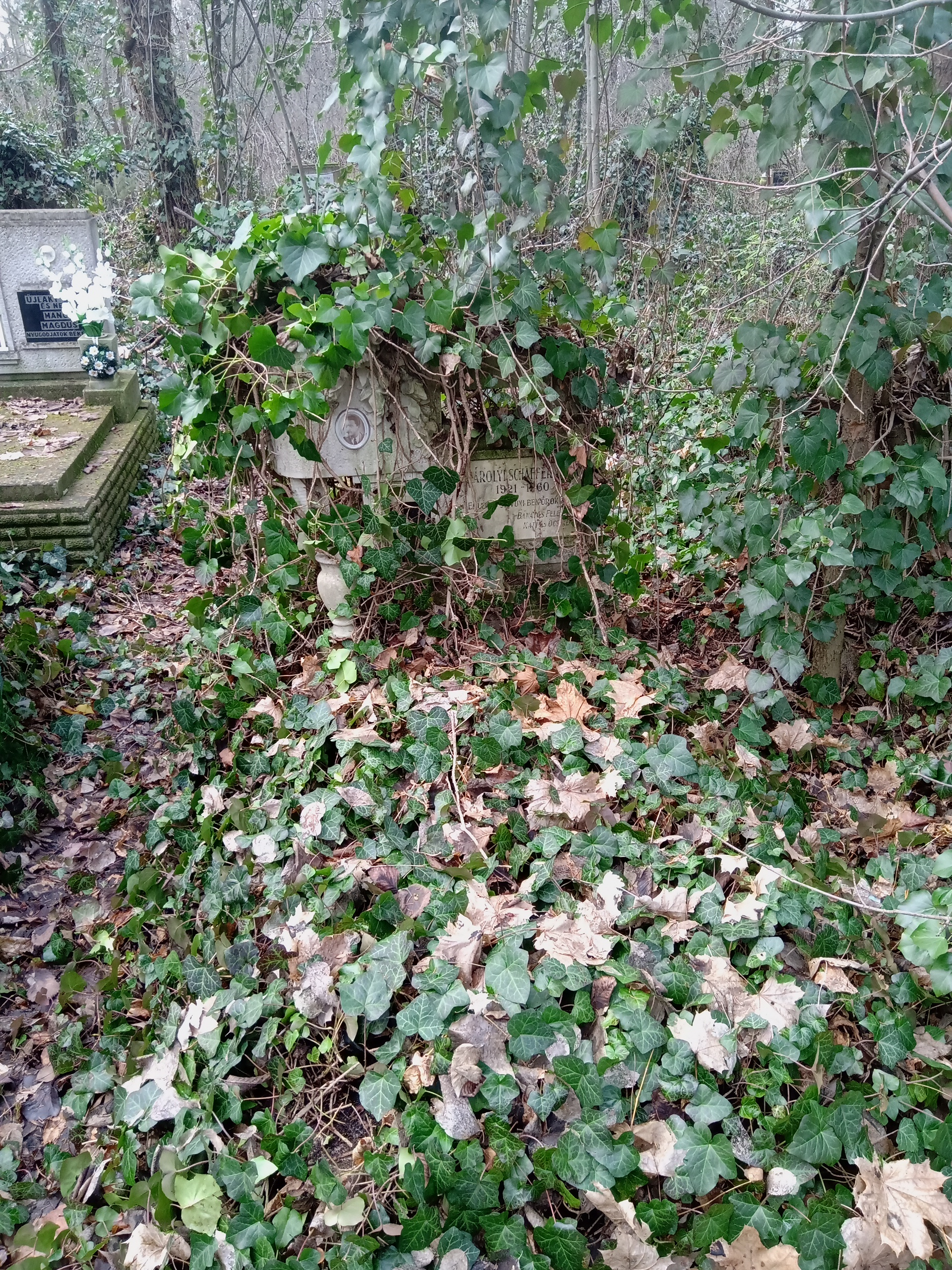
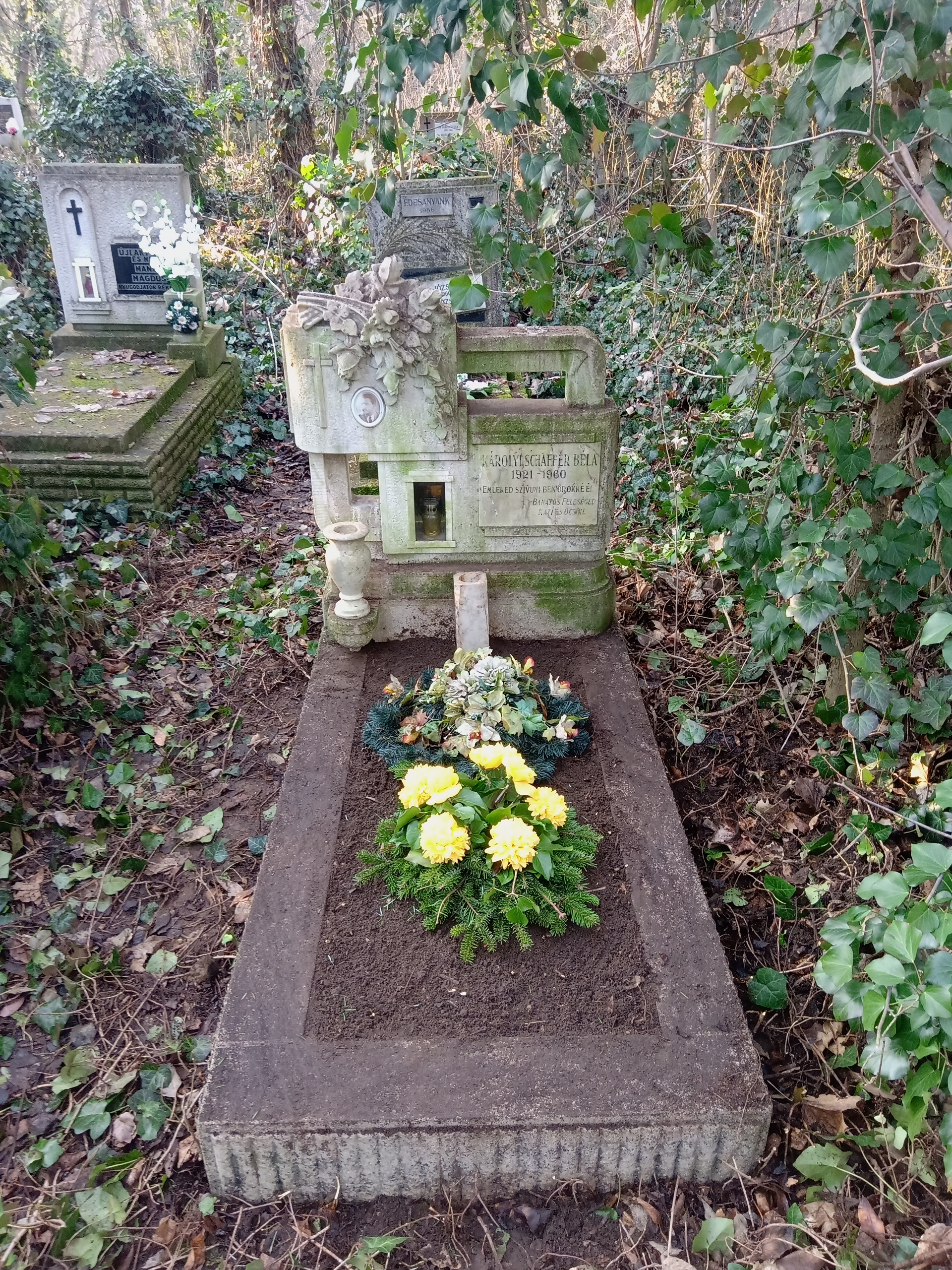
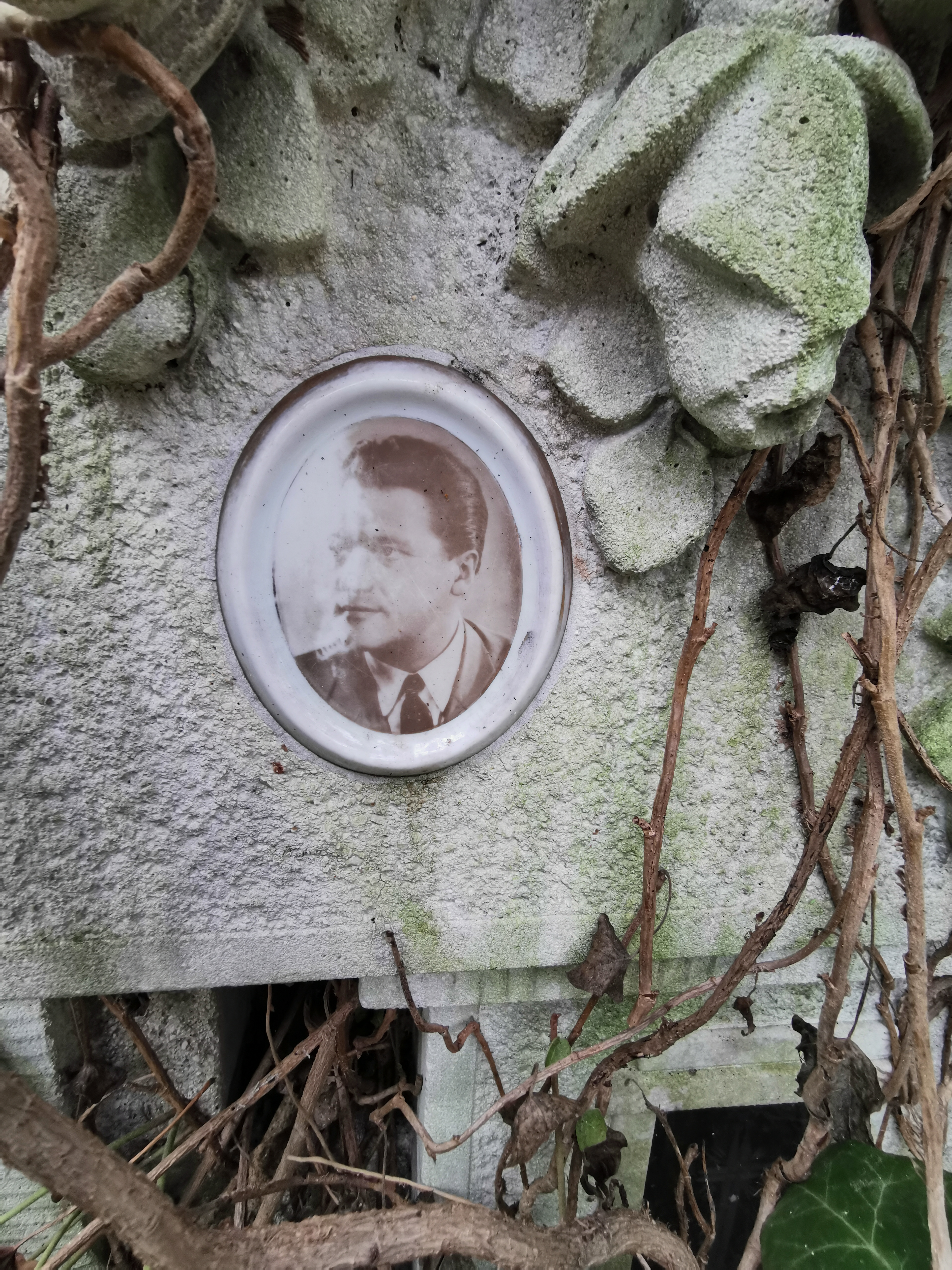
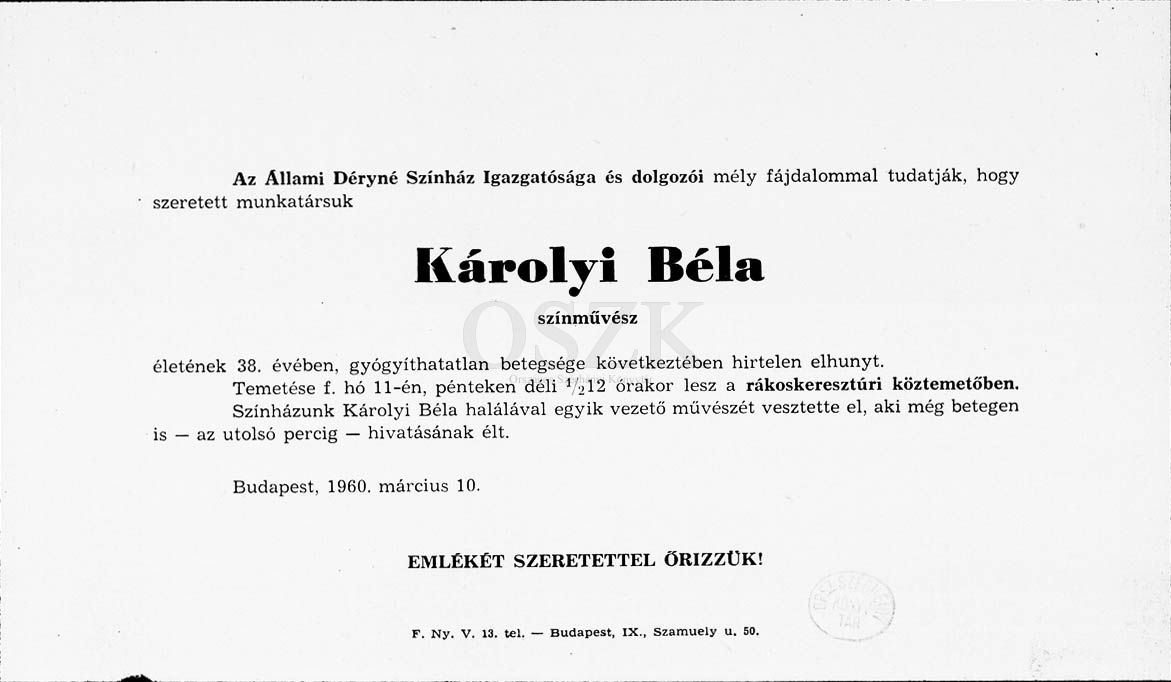